# Janet Lee
Janet Lee (Lafayette, 22 ottobre 1976) è un'ex tennista taiwanese.

## Carriera
Raggiunse il suo best ranking in singolare il 6 aprile 1998 con la 79ª posizione; nel doppio divenne, il 17 febbraio 2003, la 20ª del ranking WTA.
Specialista del doppio, vinse in carriera tre tornei del circuito WTA, su un totale di sei finali disputate. Il primo torneo vinto in carriera fu il Bank of the West Classic nel 2001; in quell'occasione in coppia con l'indonesiana Wynne Prakusya superò in finale la coppia composta dalla statunitense Nicole Arendt e dall'olandese Caroline Vis con il risultato di 3-6, 6-3, 6-3; nello stesso anno raggiunse la finale in altre tre occasioni, sempre in coppia con Wynne Prakusya, uscendone però sconfitta. Nel 2004 raggiunse i quarti di finale degli US Open in coppia con la cinese Peng Shuai, miglior risultato nei tornei del grande slam.
Fece parte della squadra di Taipei Cinese di Fed Cup dal 1998 al 2002 con un bilancio complessivo di ventinove vittorie e otto sconfitte.

## Statistiche

### Tornei WTA

#### Doppio

##### Vittorie (3)
| Grande Slam (0)       |                       |
| WTA Championships (0) |                       |
| Prima del 2009        | Dal 2009              |
| Tier I (0)            | Premier Mandatory (0) |
| Tier II (1)           | Premier 5 (0)         |
| Tier III (1)          | Premier (0)           |
| Tier IV (1)           | International (0)     |

| Numero | Data             | Torneo                             | Superficie | Compagna       | Avversarie in finale                 | Punteggio     |
| 1.     | 23 luglio 2001   | Bank of the West Classic, Stanford | Cemento    | Wynne Prakusya | Nicole Arendt Caroline Vis           | 3-6, 6-3, 6-3 |
| 2.     | 9 settembre 2002 | China Open, Shanghai               | Cemento    | Anna Kurnikova | Rika Fujiwara Ai Sugiyama            | 7-5, 6-3      |
| 3.     | 10 febbraio 2003 | Qatar Total Open, Doha             | Cemento    | Wynne Prakusya | María Vento-Kabchi Angelique Widjaja | 6-1, 6-3      |

##### Finali perse (3)
| Grande Slam (0)       |                       |
| WTA Championships (0) |                       |
| Prima del 2009        | Dal 2009              |
| Tier I (0)            | Premier Mandatory (0) |
| Tier II (0)           | Premier 5 (0)         |
| Tier III (3)          | Premier (0)           |
| Tier IV (0)           | International (0)     |

| Numero | Data              | Torneo                                       | Superficie  | Compagna       | Avversarie in finale                 | Punteggio        |
| 1.     | 19 febbraio 2001  | IGA U.S. Indoor Championships, Oklahoma City | Cemento (i) | Wynne Prakusya | Amanda Coetzer Lori McNeil           | 3-6, 6-2, 0-6    |
| 2.     | 24 settembre 2001 | Commonwealth Bank Tennis Classic, Bali       | Cemento     | Wynne Prakusya | Evie Dominikovic Tamarine Tanasugarn | 7–6(4), 2-6, 3-6 |
| 3.     | 1º ottobre 2001   | Japan Open Tennis Championships, Tokyo       | Cemento     | Wynne Prakusya | Liezel Huber Rachel McQuillan        | 2-6, 0-6         |

### Tornei minori

#### Singolare

##### Vittorie (2)
| Torneo 100 000 $ (0) |
| Torneo 75 000 $ (0)  |
| Torneo 50 000 $ (1)  |
| Torneo 25 000 $ (1)  |
| Torneo 10 000 $ (0)  |

| N. | Data           | Torneo                             | Superficie | Avversaria in finale | Punteggio     |
| 1. | 13 luglio 2001 | ITF Women's Circuit Mahwah, Mahwah | Cemento    | Svetlana Krivencheva | 6-4, 7–6(5)   |
| 2. | 2 giugno 2002  | The Surbiton Trophy, Surbiton      | Erba       | Laura Granville      | 4-6, 6-4, 6-4 |

#### Doppio

##### Vittorie (9)
| Torneo 100 000 $ (0) |
| Torneo 75 000 $ (1)  |
| Torneo 50 000 $ (5)  |
| Torneo 25 000 $ (3)  |
| Torneo 10 000 $ (0)  |

| N. | Data              | Torneo                                           | Superficie  | Compagna           | Avversaria in finale               | Punteggio     |
| 1. | 3 marzo 1997      | ITF Women's Circuit Rockford, Rockford           | Cemento (i) | Maria Strandlund   | Elena Brjuchovec Noëlle van Lottum | 7–6(6), 6-3   |
| 2. | 30 giugno 1997    | ITF Women's Circuit Flushing, Flushing           | Cemento     | Lindsay Lee-Waters | Li Fang Keri Phebus                | 6-2, 2-6, 6-3 |
| 3. | 22 settembre 1997 | ITF Women's Circuit Newport Beach, Newport Beach | Cemento     | Ginger Nielsen     | Amanda Augustus Amy Jensen         | 6-3, 6-3      |
| 4. | 3 luglio 2000     | ITF Women's Circuit Los Gatos, Los Gatos         | Cemento     | Vanessa Webb       | Sandra Cacic Renata Kolbovic       | 6-4, 6-1      |
| 5. | 31 luglio 2000    | Fifth Third Bank Tennis Championships, Lexington | Cemento     | Wynne Prakusya     | Sandra Cacic Renata Kolbovic       | 6-2, 3-6, 6-2 |
| 6. | 30 aprile 2001    | Dothan Pro Classic, Dothan                       | Terra verde | Marissa Gould      | Alina Židkova Gabriela Voleková    | 6-0, 6-2      |
| 7. | 5 febbraio 2002   | Dow Corning Tennis Classic, Midland              | Cemento (i) | Olena Tatarkova    | Maria Geznenge Michaela Paštiková  | 6-1, 6-3      |
| 8. | 22 luglio 2003    | Fifth Third Bank Tennis Championships, Lexington | Cemento     | Jessica Lehnhoff   | Bryanne Stewart Christina Wheeler  | 6-3, 6-4      |
| 9. | 4 novembre 2003   | ITF Women's Circuit Pittsburgh, Pittsburgh       | Cemento (i) | Amy Frazier        | Gisela Dulko Meilen Tu             | 3-6, 6-1, 6-2 |

### Risultati in progressione
| Sigla | Risultato               |
| ----- | ----------------------- |
| V     | Vincitore               |
| F     | Finalista               |
| SF    | Semifinalista           |
| O     | Oro olimpico            |
| A     | Argento olimpico        |
| SF    | Bronzo olimpico         |
| QF    | Quarti di Finale        |
| 4T    | Quarto turno            |
| 3T    | Terzo turno             |
| 2T    | Secondo turno           |
| 1T    | Primo turno             |
| RR    | Round Robin             |
| LQ    | Turno di qualificazione |
| A     | Assente                 |
| ND    | Non disputato           |

| Legenda superfici    |
| -------------------- |
| Cemento              |
| Terra battuta        |
| Erba                 |
| Superficie variabile |

#### Singolare nei tornei del Grande Slam
| Torneo          | 1993 | 1994 | 1995 | 1996 | 1997 | 1998 | 1999 | 2000 | 2001 | 2002 | 2003 | 2004 | 2005 | 2006 |
| --------------- | ---- | ---- | ---- | ---- | ---- | ---- | ---- | ---- | ---- | ---- | ---- | ---- | ---- | ---- |
| Australian Open | A    | A    | A    | 1T   | A    | 1T   | 3T   | 1T   | 1T   | 1T   | A    | A    | A    | A    |
| Open di Francia | A    | A    | A    | A    | 1T   | 1T   | 1T   | A    | A    | 1T   | A    | A    | A    | A    |
| Wimbledon       | A    | A    | A    | A    | A    | 2T   | 2T   | A    | 2T   | 1T   | 1T   | A    | A    | A    |
| US Open         | 1T   | A    | 2T   | A    | 2T   | 1T   | 1T   | 3T   | A    | A    | A    | A    | A    | A    |

#### Doppio nei tornei del Grande Slam
| Torneo          | 1993 | 1994 | 1995 | 1996 | 1997 | 1998 | 1999 | 2000 | 2001 | 2002 | 2003 | 2004 | 2005 | 2006 |
| --------------- | ---- | ---- | ---- | ---- | ---- | ---- | ---- | ---- | ---- | ---- | ---- | ---- | ---- | ---- |
| Australian Open | A    | A    | A    | A    | 2T   | 2T   | 1T   | A    | 2T   | 2T   | 2T   | 2T   | 3T   | 2T   |
| Open di Francia | A    | A    | A    | A    | 1T   | 2T   | 1T   | A    | 2T   | 1T   | 1T   | 1T   | A    | A    |
| Wimbledon       | A    | A    | A    | A    | 1T   | 2T   | A    | A    | 1T   | A    | 2T   | A    | 2T   | A    |
| US Open         | A    | A    | 1T   | 2T   | 1T   | 2T   | A    | A    | A    | 2T   | 1T   | QF   | 2T   | A    |

#### Doppio misto nei tornei del Grande Slam
| Torneo          | 1993 | 1994 | 1995 | 1996 | 1997 | 1998 | 1999 | 2000 | 2001 | 2002 | 2003 | 2004 | 2005 | 2006 |
| --------------- | ---- | ---- | ---- | ---- | ---- | ---- | ---- | ---- | ---- | ---- | ---- | ---- | ---- | ---- |
| Australian Open | A    | A    | A    | A    | A    | A    | A    | A    | A    | A    | QF   | A    | A    | A    |
| Open di Francia | A    | A    | A    | A    | A    | A    | A    | A    | A    | A    | 1T   | A    | A    | A    |
| Wimbledon       | A    | A    | A    | A    | A    | 1T   | A    | A    | 1T   | 1T   | 1T   | A    | A    | A    |
| US Open         | A    | A    | A    | A    | A    | A    | A    | A    | A    | 1T   | 2T   | A    | A    | A    |